# (6462) Myougi
(6462) Myougi (1994 AF2) – planetoida z pasa głównego asteroid okrążająca Słońce w ciągu 5,73 lat w średniej odległości 3,2 j.a. Odkryta 9 stycznia 1994 roku.